# Разделитель
«Разделитель» (англ. The Divide) — постапокалиптический фильм ужасов режиссёра Ксавья Жанса. Премьерный показ состоялся 13 марта 2011 года на кинофестивале South by Southwest, в широкий прокат фильм вышел 13 января 2012 года. Слоган: «Чтобы пережить конец света, вы должны сначала пережить друг друга».

## Сюжет
Действие фильма разворачиваются в подвале одного из зданий в Нью-Йорке, который стал своего рода спасательным бункером для людей, когда город был подвергнут ядерной атаке (прилетающие ракеты можно видеть в отражении глаз девушки в первой же сцене). В первую минуту фильма девять человек успевают забежать в бункер, подготовленный Микки, пожарным (фотографии со службы лежат в его комнате). Микки объявляет себя главным в спасательном бункере, распределяет еду и воду, определяет для каждого комнату и устанавливает общие правила, включающие, в частности, запрет на посещение его личной комнаты.
У выживших есть относительно большой запас бобов и воды, работает генератор. Однако вскоре Делвин замечает, что иногда Микки «балует» себя едой, которой нет в общем рационе.
Спустя какое-то время в бункер приходят гости. Газовым резаком они вскрывают двери и входят. Выжившие уверены, что это спасатели, впрочем некоторые, включая Микки, выключили свет в бункере и спрятались во тьме. На то были веские причины: «спасательный» отряд имел при себе автоматическое оружие. Гости отобрали Венди (дочь одной из присутствующих в бункере), вкололи ей в шею какой-то раствор и уложили в переносную капсулу. Остальных, по всей видимости, ждала такая же участь. Трое «спасателей» устремились вглубь бункера, где были вскоре убиты. Микки и другим мужчинам удалось запереть дверь изнутри. Сняв шлем одного из убитых, герои обнаружили азиата и предположили, что они из Северной Кореи.
Вскоре ими была предпринята попытка выйти за пределы бункера в одном из уцелевших костюмов (второй костюм был разрезан ножом в результате борьбы со «спасателем», а третий разорвало взрывом ранцевой системы жизнеобеспечения). Смельчак Джош открыл дверь и с удивлением обнаружил, что к их бункеру ведёт пластиковый тоннель. Пройдя по нему несколько десятков метров, он выходит в помещение лаборатории, где военные учёные, облачённые в защитные костюмы, сортируют колбы с биологическим материалом. На столах разложены человеческие волосы. В другой комнате он обнаруживает переносные капсулы, в которых висели дети с заклеенными глазами и ртами, в которые вели трубки.
Чужака обнаруживают, завязывается драка. Джош убегает обратно в бункер, застрелив двух преследователей, но теряет оружие. Дверь в бункер заваривают снаружи, не оставляя несчастным внутри шансов на спасение.
Трупы ранее убитых военных начинают разлагаться. Чтобы избавиться от запаха, Микки предлагает разрезать тела топором и сбросить в септик.
Через некоторое время у выживших начинают подходить к концу запасы еды, на почве чего разражается конфликт с Микки, который «один не худеет». Один из выживших, взяв тазер, заставляет Микки открыть кодовой замок на задней двери в его комнате. Завязывается драка, в результате которой Микки из автомата убивает противника. Прибежавшие на шум выжившие связывают Микки, пытают и заставляют выдать код от двери. Оказывается, за ней находятся большие запасы воды и пищи.
Проходит время, люди разделяются на два лагеря — вконец обезумевшие сексуальные маньяки «лидер» Джош и его друг Бобби, захватившие и лимитирующие пищу, с примкнувшей к ним Мэрилин (матерью Венди), которая подвергается постоянному насилию и впоследствии умирает, и остальные — Ева, её бывший парень и сводный брат лидера. Все ещё связанный Микки находится с ними.
Потеряв секс-игрушку, к Еве постоянно пристаёт и склоняет к половому акту Джош (в том числе в обмен на еду), хотя обещал «оставить её своему брату». Понимая, что долго так продолжаться не может, Ева пытается найти выход. Микки сообщает ей, что в комнате с припасами есть пистолет (последний автомат гостей был утилизирован Евой), и уже не в первый раз просит освободить его.
Отвлекающим манёвром, отключив батарею, одного человека выманивают из бывшей комнаты Микки, Джоша отвлекает Ева. Жених Евы Сэм проходит в хранилище и находит пистолет. Завязывается борьба, в которую оказались втянуты все выжившие, в результате по несчастному стечению обстоятельств застреленным оказывается брат лидера, Эдриан. Он умирает. Ева острой консервной крышкой убивает Бобби, берёт пистолет и освобождает Микки. Микки ранит Джоша. Видя, что он проиграл и что его союзник и брат мертвы, он берёт бензиновую лампу и устраивает пожар, заодно сжигая себя.
Микки и полуживой Сэм начинают тушить пожар, но тщетно. Ева, понимая, что выбраться из бункера и выжить может только один человек, берёт костюм радиозащиты и припасы и покидает бункер через септик в комнате с припасами, закрыв за собой кодовую дверь и оставив Микки и Сэма умирать. Таким образом, единственным спасшимся выжившим остаётся она. Ева выходит на поверхность и видит только разрушенный город и небо, закрытое слоем пепла.

## В ролях
- Майкл Бин — Микки[6]
- Лорен Джерман — Ева[6]
- Майло Вентимилья — Джош[6]
- Майкл Эклунд — Бобби[6]
- Розанна Аркетт — Мэрилин[6]
- Иван Гонсалес — Сэм
- Эштон Холмс — Эдриен
- Кортни Б. Вэнс — Дэлвин
- Эбби Тиксон — Вэнди (дочь Мэрилин)
- Дженнифер Блэнк — Лиз (жена Микки)

## Критика
Фильм получил негативные отзывы кинокритиков. На сайте Rotten Tomatoes фильм имеет рейтинг 26 % на основе 58 рецензий со средним баллом 4,3 из 10. На сайте Metacritic фильм имеет оценку 28 из 100 на основе 17 рецензий критиков, что соответствует статусу «в целом неблагосклонные отзывы».